# Jungfruresa

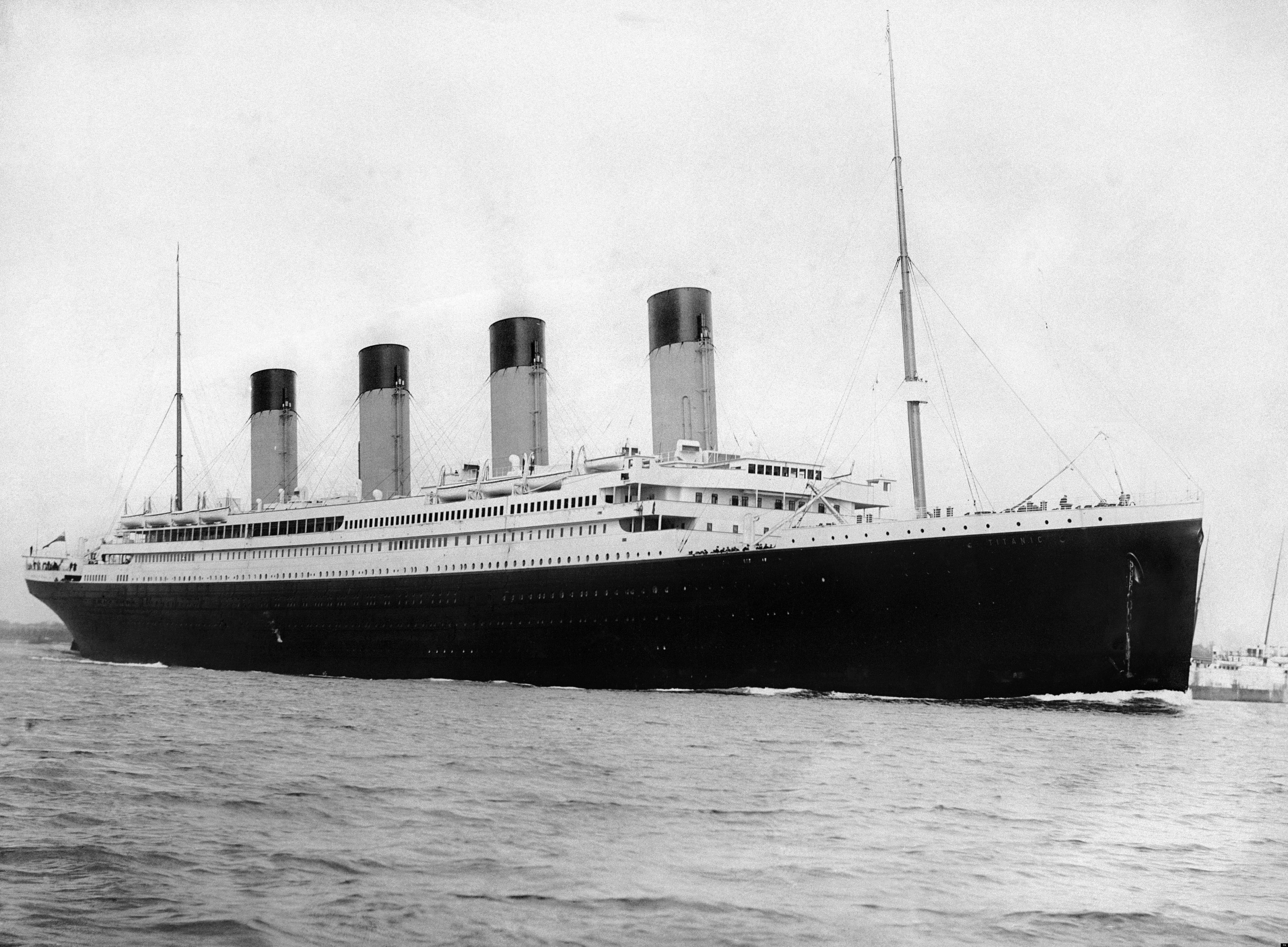
Titanic lämnar Southampton 10 april 1912.

En jungfruresa eller jungfrufärd är ett fartygs första egentliga resa. Innan fartyget tas i bruk genomgår det testning, där också provturer ingår. Jungfruresan är den första resan efter att fartyget befunnits vara i skick, överlåtits och tagits i bruk.
Regalskeppet Vasa och Titanic sjönk under sina jungfruresor.